# Dactylodenia sursesis
Dactylodenia sursesis är en orkidéart som beskrevs av C.Boillat och V.Boillat. Dactylodenia sursesis ingår i släktet Dactylodenia, och familjen orkidéer. Inga underarter finns listade i Catalogue of Life.